# قالب:کاربر ویکی‌پروژه تهران
|  | این کاربر عضو ویکی‌پروژه شهرها برای بهبود مقالات تهران است. |

```
    
الگو:پرونده مستندات
```